# Carios habanensis
Carios habanensis är en fästingart som beskrevs av de la Cruz 1976. Carios habanensis ingår i släktet Carios och familjen mjuka fästingar.
Artens utbredningsområde är Kuba. Inga underarter finns listade.